# جون بورنس (سياسي)
جون بورنس (بالإنجليزية: John Burns)‏ هو نقابي وسياسي بريطاني (وحمل سابقاً جنسية المملكة المتحدة لبريطانيا العظمى وأيرلندا)، ولد في 20 أكتوبر 1858 في لندن في المملكة المتحدة، وتوفي في 24 يناير 1943 في المملكة المتحدة. حزبياً، نشط في Progressive Party (London) ‏.

## مناصب
- في الانتخابات العمومية البريطانية 1892 [الإنجليزية]‏، انتخب عضو برلمان المملكة المتحدة الـ25 عن دائرة Battersea ‏ (4 يوليو 1892 – 8 يوليو 1895).
- في الانتخابات العمومية البريطانية 1895 [الإنجليزية]‏، انتخب عضو برلمان المملكة المتحدة الـ26 عن دائرة Battersea ‏ (13 يوليو 1895 – ).
- في الانتخابات العمومية البريطانية 1900 [الإنجليزية]‏، انتخب عضو برلمان المملكة المتحدة الـ27 عن دائرة Battersea ‏ ( – 8 يناير 1906).
- في الانتخابات العامة في المملكة المتحدة 1906 [الإنجليزية]‏، انتخب عضو برلمان المملكة المتحدة الـ28 عن دائرة Battersea ‏ (12 يناير 1906 – 10 يناير 1910).
- في الانتخابات العمومية البريطانية في يناير 1910 [الإنجليزية]‏، انتخب عضو برلمان المملكة المتحدة الـ29 عن دائرة Battersea ‏ (15 يناير 1910 – 28 نوفمبر 1910).
- في الانتخابات العمومية البريطانية في ديسمبر 1910 [الإنجليزية]‏، انتخب عضو برلمان المملكة المتحدة الـ30 عن دائرة Battersea ‏ (3 ديسمبر 1910 – 25 نوفمبر 1918).
- انتخب عضو مجلس الشورى البريطاني.
- انتخب رئيس مجلس التجارة [الإنجليزية]‏ (11 فبراير 1914 – 5 أغسطس 1914).
- انتخب President of the Local Government Board [الإنجليزية]‏ (10 ديسمبر 1905 – 11 فبراير 1914).

## روابط خارجية
- جون بورنس على موقع الموسوعة البريطانية (الإنجليزية)